# 신재희 (뮤지컬 배우)
신재희(1983년 8월 30일 ~ )는 대한민국의 뮤지컬 배우다.

## 방송
- 더블 캐스팅 (2020) - Top24

## 공연
- 혈의 검 갈라콘서트 (2008)
- 화려한 휴가 (2010)
- 나비부인 (2011)
- 까멜리아레이디 (2012)
- 지젤 (2012)
- 레베카 (2016)
- 모차르트! (2016)
- 팬텀 (2017)
- 벤허 (2017)
- 금강, 1894 - 성남 (2017)
- 닥터 지바고 (2018)
- 지킬 앤 하이드 (2018)
- 스위니토드 (2019)
- 위키드 (2021)
- 곤 투모로우 (2021)